# Espectrometría de masas de ionización térmica

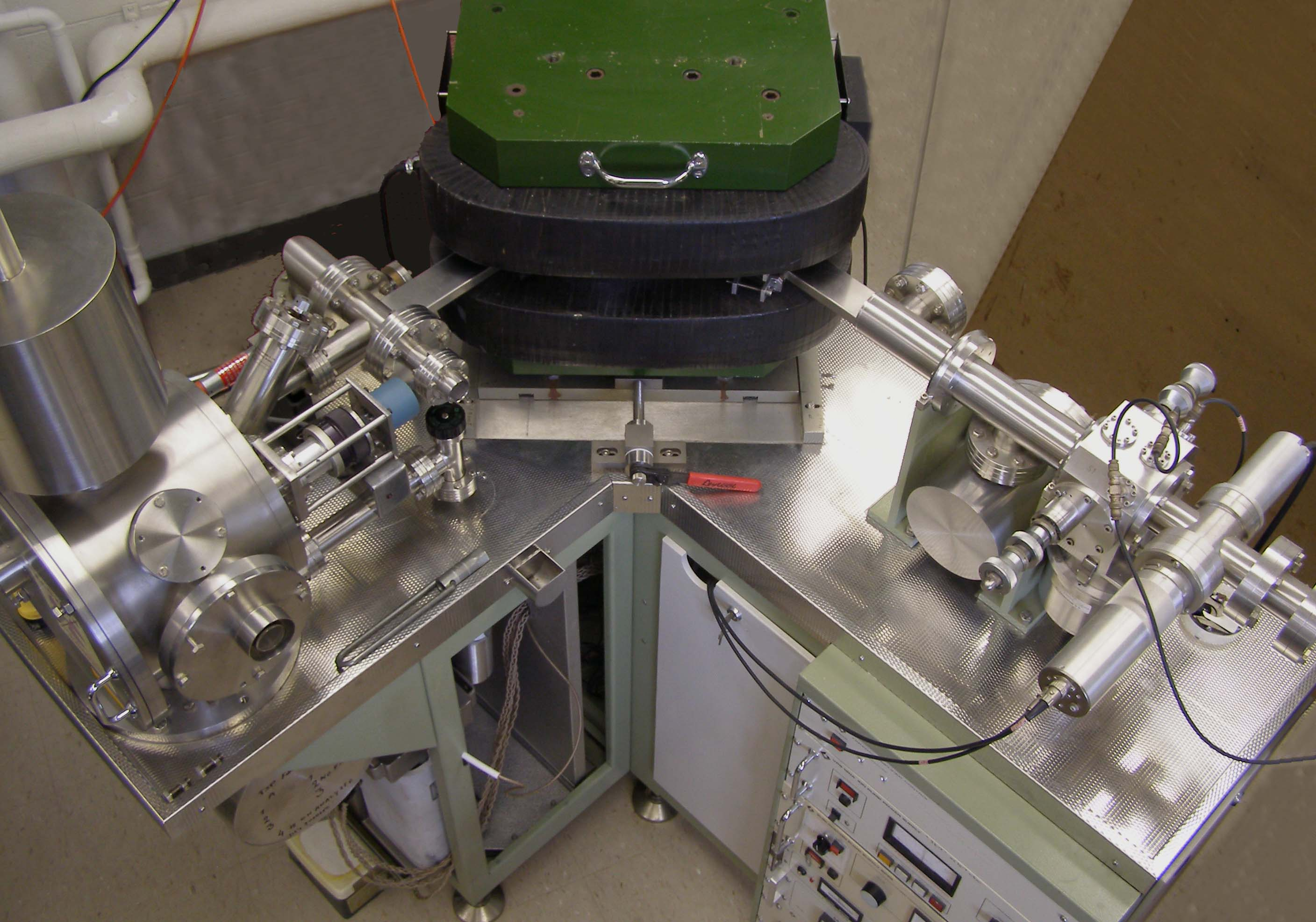
Espectrómetro de masas de ionización térmica

La espectrometría de masas de ionización térmica (TIMS) también se conoce como ionización de superficie y es una técnica de caracterización por espectrometría de masas de isótopos altamente sensible. Las relaciones isotópicas de radionucleidos se utilizan para obtener una medición precisa para el análisis elemental de una muestra. Los iones cargados individualmente de la muestra se forman por efecto de ionización térmica. Se coloca una muestra líquida purificada químicamente sobre un filamento metálico que luego se calienta para evaporar el disolvente. En consecuencia, la eliminación de un electrón de la muestra purificada se logra calentando el filamento lo suficiente como para liberar un electrón, que luego ioniza los átomos de la muestra. TIMS utiliza un analizador de masas de sector magnético para separar los iones según su relación masa/carga. Los iones ganan velocidad mediante un gradiente de potencial eléctrico y se enfocan en un haz mediante lentes electrostáticas. El haz de iones luego pasa a través del campo magnético del electroimán donde se divide en haces de iones separados en función de la relación masa/carga del ion. Estos haces de resolución de masa se dirigen a un detector donde se convierte en voltaje. El voltaje detectado se usa luego para calcular la relación isotópica.

## Fuente de ionización
Los filamentos utilizados están hechos de tantalio (Ta), tungsteno (W), platino (Pt) o renio (Re). Convencionalmente, se utilizan dos filamentos en TIMS. Un filamento es para la muestra y se llama filamento de muestra. La muestra líquida se coloca en el filamento de muestra que luego se evapora para crear iones. Posteriormente, estos iones aterrizan en el otro filamento, también conocido como filamento de ionización. Aquí, el ion pierde un electrón por ionización.

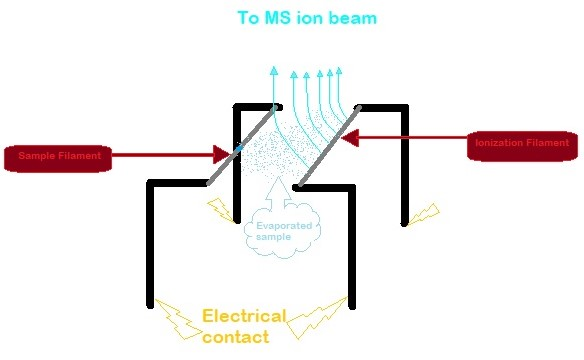
Dos filamentos en espectrometría de masas de ionización térmica

También es posible el método de filamento único. Una vez que la muestra se evapora, los iones pueden volver a depositarse en el mismo filamento para ionizarse.
El uso de una configuración de triple filamento o multifilamento mejora la eficiencia de la ionización y permite controlar por separado la tasa de evaporación e ionización.
Los filamentos deben cargarse con activadores. Un activador reprime la evaporación del elemento deseado y puede aumentar o disminuir el potencial de ionización del filamento. Esto da como resultado una alta eficiencia de ionización y un mayor rendimiento total. El activador más común es gel de sílice/ácido fosfórico para Pb.
Los filamentos están en un vacío que puede alcanzar temperaturas entre 400 y 2300 °C. Para evitar cualquier daño a los filamentos, se fijan firmemente en una torreta de muestras en forma de carrusel que normalmente tiene de 10 a 20 conjuntos de filamentos. El proceso de evaporación generalmente se realiza a temperaturas relativamente bajas a cambio de señales de larga duración y fraccionamiento isotópico menor. La parte de ionización requiere altas temperaturas para garantizar una buena eficiencia de ionización.
Los iones emitidos tienen una dispersión espacial y energética baja, lo que hace que sea adecuado un analizador de masas de sector magnético de enfoque único o cuadrupolos. Los detectores más comunes que se utilizan para TIMS son la copa de Faraday, el detector de Daly y el multiplicador de electrones. Habitualmente, las fuentes de iones de TI se ensamblan con sistemas multicollectores (MC).

## Mecanismo de ionización térmica
Cuando el filamento caliente calienta la muestra líquida, los niveles de fermi dentro de la muestra alcanzan la paridad con los del metal. A su vez, esto permite que un electrón haga un túnel desde la muestra hasta el filamento metálico. Como resultado, se forman iones positivos a partir de la muestra que perdió un electrón. Esta transferencia de electrones también resulta en la formación de iones negativos. Posteriormente, existen dos tipos de ionizaciones térmicas. Uno es la ionización térmica positiva (P-TI) y el segundo es la ionización térmica negativa (N-TI). La producción de iones se parametriza mediante la ecuación de ionización de Saha o la ecuación de Saha-Langmuir.

## Medición de la relación de isótopos
Las abundancias relativas de diferentes isótopos se utilizan para describir el fraccionamiento químico de diferentes isótopos, el viaje en diferentes depósitos de isótopos no radiogénicos y la edad u origen de los objetos del sistema solar por la presencia de isótopos hijos radiogénicos.
El análisis elemental es una aplicación predominante de TIMS, ya que proporciona proporciones isotópicas fiables. Siguiendo la tendencia de disminución de la energía de ionización, los elementos ubicados hacia la parte inferior izquierda de la tabla periódica son viables para TIMS. Además, la alta afinidad electrónica que se observa en la parte superior derecha de la tabla periódica hace que estos no metales sean excelentes candidatos. La técnica se utiliza ampliamente en geoquímica isotópica, geocronología y cosmoquímica.
Las técnicas cuantitativas de relación isotópica incluyen la espectrometría de masas de ionización térmica por dilución de isótopos (ID-TIMS) y la espectrometría de masas de ionización térmica por abrasión química (CA-TIMS).
El método de dilución de isótopos se utiliza porque la intensidad de la señal en TIMS no es proporcional a la cantidad que se coloca en TIMS.
Para la datación por edad, los espectrómetros de masas con sectores magnéticos tienen mejor precisión que un espectrómetro de masas cuadrupolo o un analizador de masas cuadrupolo. Los espectrómetros de masas de plasma-cuadrupolo acoplados inductivamente permiten una precisión aún mayor en la detección del cambio de relaciones isotópicas por desintegración radiactiva. Cuanto más precisión, mayor resolución en la datación por edades.